# 奥サマは小学生
『奥サマは小学生』（おくサマはしょうがくせい）は、松山せいじによる日本のギャグ漫画。秋田書店『チャンピオンRED いちご』Vol.1（2006年12月26日発売）からVol.9（2008年8月5日発売）まで連載、単行本は全1巻。2011年10月3日よりマンガ図書館Zで成人指定の上でウェブコミック配信している。

## ストーリー
少子化が進む一方の日本で、労善総理大臣の思い付きにより婚姻可能年齢が引き下げられることになり、法律の本格施行に先駆けて実証データを得るため、小学校教諭の安住直人（24歳）とその教え子・一ノ瀬春（12歳）が結婚することになった。
ナオトは幼妻のハルに対して様々な妄想を抱くものの、ハルの心身を気遣って思い留まり、決して手を出すことはなく、悶々とした新婚生活を送る。

## 登場人物
安住 直人（あずみ ナオト）
主人公。小学校教諭を務める24歳で、労善総理大臣が少子化対策として提唱した婚姻可能年齢引き下げの実証データを得るために教え子のハルと結婚する。ただし、社会実験のためハルと夫婦であることは周囲に秘密とされている。日々、ハルを相手に様々な妄想を抱いているが、自分の妻とは言えまだ現役の小学生であるハルの心身を担任として気遣っており、そうした妄想を実行に移すことはない。
一ノ瀬 春（いちのせ ハル）
婚姻可能年齢引き下げにより、担任のナオトと結婚した小学6年生。ナオトの脳内ではバナナを咥えさせられたり練乳をぶっかけられたりしているが、ハル自身はナオトがそのような妄想を抱いていることには気付いておらず、実際に行っているスキンシップはナオトの頬にキスをするぐらいである。
五十嵐（いがらし）
ナオトの教え子の一人。大企業の社長令嬢で高飛車だが、ナオトに対しては浅からぬ好意を抱いており、必要以上にハルと張り合おうとすることも。ナオトが水泳の授業で溺れた際には自ら率先して人工呼吸を施している。
夏町（なつまち）
ナオトの教え子の一人。内気で鈍くさく、歩くのも苦しいほどの爆乳がコンプレックス。五十嵐と同様、ナオトに対して浅からぬ好意を抱いている。
五十嵐の母（いがらしのはは）
ナオトの教え子・五十嵐の母親。大企業の経営者で、夫に先立たれており、ナオトとの再婚を目論んで娘ともどもナオトに色仕掛けで迫って来る。
労善総理大臣（ろうぜんそうりだいじん）
日本の内閣総理大臣。秋葉原通いが趣味。少子化対策として婚姻可能年齢引き下げを思い付き、実行に移す。
鏖総理大臣（みなごろしそうりだいじん）
労善総理の辞任を受けて、後任の総理大臣となった女性政治家。前総理が提唱した婚姻可能年齢引き下げの中止を表明し、ナオトとハルを強制的に離婚させる。しかし、新政権は「タクシーでスイーツ(笑)」接待疑惑のため短期間で崩壊し、労善前総理が再び返り咲く。

## 絶版の経緯と東京都青少年健全育成条例改正問題に係る論争
本作は、完結から2年近くが経過した2010年に「表現の自由を侵害する」として漫画家や出版社、インターネット上のコミュニティを中心に大規模な反対運動が起きている東京都青少年の健全な育成に関する条例の改正を巡る論議に際し、東京都が「いきすぎた性的表現がある」漫画の具体例として実名を挙げたことで知られている。

### 作中の性的な描写について
本作では、バナナを男性器に見立てて小学生であるハルに咥えさせたり練乳を精液に見立ててハルの全身に浴びせたりする成人向け漫画のパロディ的な演出が多用されているが、こうした描写は全てナオトの脳内における妄想として処理されている。ハルの夫であると同時に担任教師でもあるナオトはハルの心身を誰よりも気遣っているため、少子化対策として法律上も子作りを認められているにもかかわらず、決してそうした性的な妄想を実行に移すことはなく本編中では童貞を貫いている。

### 作者から出版社への絶版申し入れ
2009年に東京都知事の諮問機関である青少年問題協議会において、青少年健全育成条例を改正し18歳未満に見える架空のキャラクター（非実在青少年）に対する性行為や性交類似行為を含む出版物の販売規制が議論された際に東京都青少年課は現行の条例で規制が困難な作品として本作を含む複数の漫画・アダルトゲームを例示し、18歳未満の児童との性行為や近親相姦を肯定的に扱う作品の蔓延を防止するために規制強化が必要であるとする趣旨の答申をまとめ、2010年1月に公表した。
作者の松山は飽くまで「成人向け漫画のパロディ」という手法を用いたギャグとして本作を描き上げたものの、都条例改正を巡る論議で本作が名指しで取り上げられたことや国会における児童ポルノ禁止法強化の動き（準児童ポルノ）に対して「ジョークすら通じなくなると言う懸念」を抱き、2010年1月12日に発行元の秋田書店へコミックスの絶版を申し入れた。

### 東京都副知事・猪瀬直樹による本作への批判
作家で東京都副知事(当時)の猪瀬直樹は2010年3月23日付のブログ記事で本作を名指しして「セックスシーンが繰り返し出てくる。これはふつうの書店で、ビニールでもなく、誰でも買えるふつうの棚に置いている。18歳未満でも買うことができる。現状の自主規制の対象ではない」と批判している。また、3月29日にBSフジで放送された「BSフジLIVE プライムニュース」において都条例改正に反対を表明している漫画家の里中満智子や明治大学准教授の藤本由香里と討論した際にも本作のコミックスを繰り返し提示しながら「このような過激な表現物を誰でも入手可能な場所に置くべきではない」と主張した。

### 猪瀬の批判に対する作者と出版社の反論
上記のような猪瀬の批判に対し、松山は作中に猪瀬が主張するような「セックスシーン」、すなわち直接的な性行為の描写は存在せず、またバナナや練乳を暗喩として用いた性交類似行為を含めて広範に「セックスシーン」と称しているのだとしても、主人公のナオトが幼妻・ハルの心身を気遣って妄想に留めるのが毎回、お決まりのパターンとなっているため「猪瀬さんはきちんと内容を読んでください」と、作品のテーマを正しく理解せず表面的な描写をあげつらって批判されるのは心外であると反論している。また、秋田書店は『夕刊フジ』の取材に対して広報を通じ「当社の発行物がたまたまそこにあり、内容を見ずにごく一部をとらえて批判の材料に仕立て上げたのでしょう。特に猪瀬氏は発言の影響力が大きい。当社も作者も非常に困惑しております」とコメントしている。

## 書誌情報
- 2008年12月5日初版発行 ISBN 978-4-253-23013-1